# K-Ximbinho
K-Ximbinho, nome artístico de Sebastião de Barros (RN, 20 de janeiro de 1917 — 26 de junho de 1980, Rio de Janeiro), foi um compositor, arranjador, clarinetista,saxofonista e maestro brasileiro.

## Discografia
- Perplexo/Tudo passa, 1953, 78
- Começou o baile/Baião potiguar, 1954, 78
- Um clarinete a jato/Fim de semana em Paquetá, 1954, 78
- A fonte secou/Gilka, 1955, 78
- Ama-me ou esquece-me/Murmurando, 1956, 78
- Le rififi/Jura, 1956, 78
- Molambo/Arrasta a sandália, 1956, 78
- Suba espuma/Esperando você, 1956, 78
- Em Ritmo de dança, 1958, LP
- O Samba de Cartola, 1959, LP
- K-Ximbinho e Seus Play Boys, 1961, LP
- K-Ximbinho - Saudades de um clarinete, 1980, LP